# Mjølvik
Mjølvik est une localité du comté de Troms, en Norvège.

## Géographie
Administrativement, Mjølvik fait partie de la kommune de Tromsø.